# Maylandia callainos
Maylandia callainos Boulenger, 1899 è un pesce di acqua dolce appartenente alla famiglia Cichlidae ed alla sottofamiglia Pseudocrenilabrinae.

## Descrizione
Presenta un corpo piuttosto compresso lateralmente, non particolarmente alto ma abbastanza allungato. La testa è arrotondata, con la fronte alta, mentre gli occhi sono grandi. Le pinne non sono molto allungate. La pinna caudale è a delta, mentre la pinna dorsale è alta e termina con un'estremità arrotondata. La lunghezza massima registrata è di 8 cm. A differenza delle altre specie del genere Maylandia non presenta particolari zebrature sui fianchi.
Il dimorfismo sessuale è abbastanza evidente: il maschio ha il corpo completamente con una colorazione più accesa: è azzurro con il ventre leggermente più chiaro. Le pinne sono dello stesso colore del corpo. Inoltre gli adulti presentano delle macchie biancastre, simili a uova sulla pinna anale, a volte anche sulla pinna caudale e su quella dorsale, caratteristica assente nei giovani e nelle femmine. Queste ultime sono più piccole dei maschi; il loro colore può variare dal grigiastro al violaceo, ed hanno le pinne trasparenti. In entrambi i sessi è presente una macchia più scura sopra l'opercolo.

## Biologia

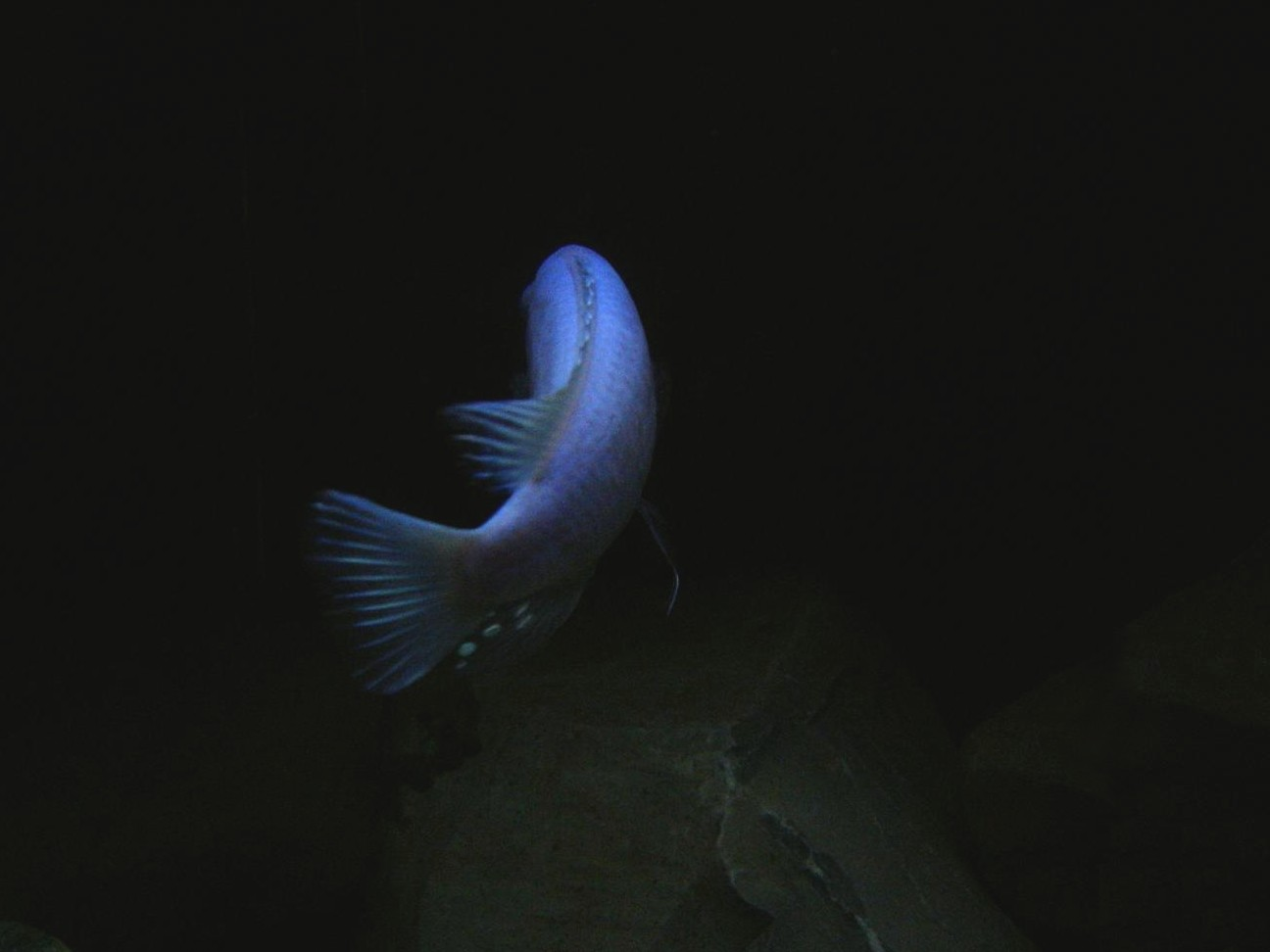
esemplare maschile adulto; si notino le macchie sulla pinna anale

### Comportamento
È un ciclide molto aggressivo, e i maschi sono decisamente territoriali, ed essendo poligami vivono in harem composti da un maschio e diverse femmine.

### Alimentazione
È un pesce prevalentemente erbivoro e si nutre delle alghe e della vegetazione acquatica che raccoglie raschiando le rocce del suo habitat.

### Riproduzione
Questa specie, come i suoi congeneri, ha modalità di riproduzione originali: è oviparo e incubatore orale: le uova vengono deposte dalla femmina nel luogo prescelto per la riproduzione, prima scelto e ripulito dal maschio.
La femmina prende le uova in bocca, e si avvicina alla pinna anale del maschio, probabilmente attratta dalle macchie lì presenti, molto simili a uova, e lì le uova vengono fecondate. La femmina continua a tenere le uova fino alla loro schiusa, che avviene circa 3-4 settimane dopo.

## Distribuzione e habitat
È una specie endemica di alcune zone del Lago Malawi, nell'Africa orientale. Sarebbe originario di Nkhata Bay, ma è stato introdotto anche in altre zone del lago, rimanendo comunque una specie non particolarmente comune. Predilige le zone con substrato e coste rocciose, e si nasconde negli anfratti delle rocce.

## Conservazione
La lista rossa IUCN classifica questa specie come "vulnerabile" (VU) perché non è diffusa in tutto il lago, bensì solo in alcune zone, dove viene pescata o per gli acquari o dalla gente del luogo come alimento.

## Acquariofilia
Questa specie è ricercata dagli appassionati soprattutto per il suo comportamento, anche se la sua aggressività può creare problemi all'interno di un territorio ristretto come quello di un acquario.
In acquario, dove viene spesso denominato cobalt zebra o pearl zebra, ne sono state selezionate diverse varietà, anche albine.